# Juvain
Juvain fou un districte del Khurasan. Estava situada al nord-oest de Nishapur en una vall entre el riu Harda i les muntanyes Jaghatai. La principal ciutat era Azadvar, a uns 50 km al sud-est de Jajarm, que era una ciutat important a l'inici de la conquesta mongola però que després va declinar en importància. La família Juwayni va exercir alts càrrecs sota els seljúcides i més tard sota els ilkhans. El seu ancestre se suposa que fou al-Rabi que va succeir als Barmàquides en el servei del califa Harun ar-Raixid. Baha al-Din al-Juwayni (o Juvaini), membre de la família Juvaini, va rebre aquí el xa de Coràsmia Tekish quan va passar en marxa per enfrontar al darrer seljúcida Toghrul II. Fou la ciutat d'origen de dos germans notables de la mateixa família: Shams al-Din al-Juwayni, visir sota els ilkhans i Ala al-Din, l'historiador de la invasió mongola. Va passar als sarbadars el 1342 i la van mantenir segurament fins al final de l'estat.
Yakut al-Hamawi descriu la ciutat d'Azadvar com a petita però pròspera amb mesquites i basars i un caravanserrall als afores.